# 鮑氏傍人
鮑氏傍人（学名：Paranthropus boisei）为人科傍人属的一种，是早期的人族及最大的傍人。他生存於300-120萬年前上新世至更新世的東非。他最初被命名鮑氏東非人，及後被更名為鮑氏南方古猿，而最終被分類為鮑氏猿人。

## 發現

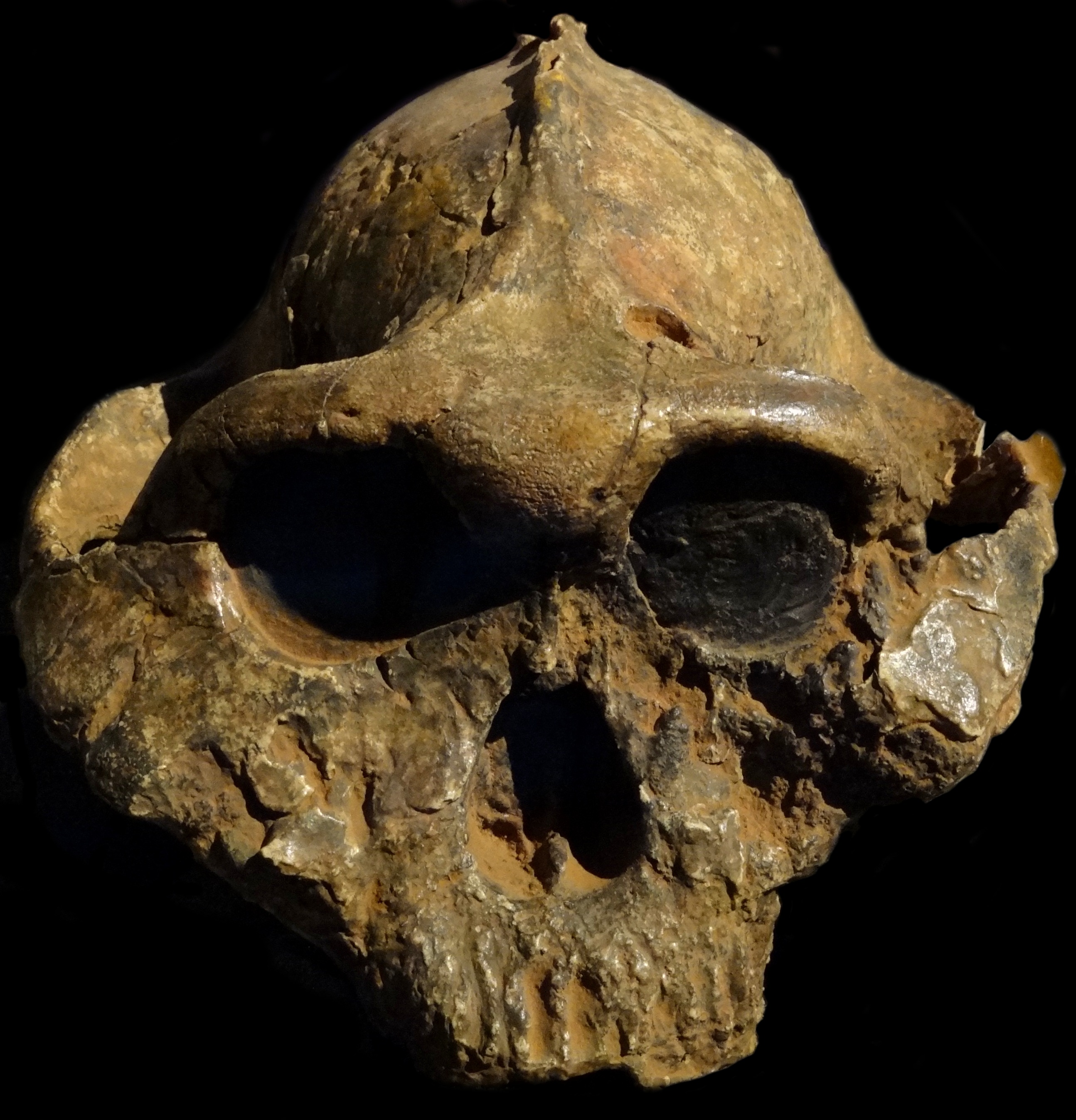
鮑氏傍人

瑪麗·利基於1959年在坦桑尼亞奧杜瓦伊峽谷發現一個保存完好的頭顱骨，編號OH 5，化名"Nutcracker Man"，估計是屬於175萬年前，有南方古猿的特徵。瑪麗及其丈夫路易·利基將這個標本命名為鮑氏東非人，以紀念其資助者查爾斯·鮑伊斯（Charles Boise）。理查·李基認為鮑氏傍人是首個人族使用石器工具。理查亦於1969年在近特坎納湖的庫比福勒化石遺存發現了另一個鮑氏傍人的頭顱骨。

## 形態
鮑氏傍人的顱腔很小，約有500-550立方厘米，僅大於阿法南方古猿及非洲南方古猿。他的頭顱骨結構適合咀嚼，並有很多現今大猩猩的特徵，例如：位於頭頂的矢狀嵴。鮑氏傍人生活在大草原地區。雄性重68公斤，站立時高1.3米；雌性重45公斤，站立時高1.05米。後方的臼齒相對較大，是現今人類的兩倍。
有些學者指鮑氏傍人的頭顱骨及牙齒形態顯示他們是吃粗糙的倀物，例如堅果及種子，也有学者认为他们以草为食。

## 化石
於1993年，在埃塞俄比亞發現了鮑氏傍人的化石。這個化石是部份的頭顱骨，編號KGA10-525，可以追溯至140萬年前。這是已知最大及在埃塞俄比亞唯一發現的鮑氏傍人頭顱骨標本。最古老的鮑氏傍人標本是在奧莫河谷發現（編號L. 74a-21），估計屬於230萬年前；最近代的標本則是在奧杜瓦伊峽谷發現的（編號OH 3及OH 38），屬於120萬年前。

## 外部連結
- Archaeology Info （页面存档备份，存于）
- MNSU
- Smithsonian （页面存档备份，存于）